# Young Lust
Young Lust – utwór muzyczny brytyjskiego zespołu rockowego Pink Floyd. Pochodzi z wydanej w 1979 roku rock opery/concept albumu The Wall.

## Kompozycja
Utwór wyróżnia się na płycie swym surowym, wręcz hardrockowym brzmieniem, mocno odstającym od zwykłej stylistyki muzycznej zespołu. Główne wokale wykonywane są w całości przez Davida Gilmoura; Waters śpiewa tu tylko w chórkach.
Ponieważ początek "Young Lust" pod względem muzycznym jest płynną i logiczną konsekwencją zakończenia poprzedniego utworu, "Empty Spaces", te dwie piosenki są często grane w radiu jedna po drugiej (czasami mylnie określane tylko jako Young Lust). Łącznikiem między nimi jest słowo "wall", które Waters zaczyna śpiewać jeszcze w "Empty Spaces", ale kończy już w "Young Lust".
Riff gitarowy zagrany przez Gilmoura pod koniec drugiego wersu został później wykorzystany także na albumach koncertowych Delicate Sound of Thunder i P*U*L*S*E (można go tam usłyszeć po finalnej solówce w utworze "Learning to Fly").
Pod koniec utworu słychać jeden z typowych dla zespołu dramatycznych efektów pozamuzycznych: fragment dialogu Pinka z operatorem telefonicznym. Powstał on podczas nagrywania albumu w Los Angeles, dzięki nieświadomej pomocy operatora międzynarodowego i zamieszkałego w Anglii przyjaciela Rogera Watersa. Basista wpadł na pomysł, żeby nagrać autentyczną rozmowę z urzędnikiem telekomunikacji przekonanym, że ma do czynienia z mężem, którego żonę właśnie przyłapał z innym mężczyzną. Zadzwonił więc do swojego przyjaciela do Anglii mówiąc operatorowi, że dzwoni do żony i nie informując go, że rozmowa jest w rzeczywistości scenką nagrywaną na potrzeby albumu koncepcyjnego. Pierwszych dwóch operatorów nie spełniali pokładanych w nich oczekiwań nie komentując ani słowem sytuacji zastanej u "rodziny" swego klienta - trzeci jest tym, którego słyszymy na albumie.

## Fabuła
Jak wszystkie utwory na płycie, "Young Lust" przedstawia fragment historii jej głównego bohatera, gwiazdora rockowego imieniem Pink. W sferze tekstowej dotyczy ekscesów obyczajowych i pustki emocjonalnej życia w trasie, gdzie muzyk jest stale poza domem; ponieważ Pink nie widział swej żony od miesięcy, czuje się samotny, a pomiędzy koncertami szuka pocieszenia zapraszając do hotelu tabuny groupies. Dzwoni do żony, lecz telefon odbiera obcy mężczyzna - uświadamia sobie, że już od jakiegoś czasu jest zdradzany, co znacznie pogłębia jego problemy psychiczne i przyspiesza proces budowy ochronnego muru.

## Wersja filmowa
Sekwencje obrazujące ten utwór w filmowej interpretacji Alana Parkera przedstawiają Pinka w towarzystwie swoich groupies; fanki przechytrzają ochronę aby zdobyć jego autograf lub chociaż znaleźć się w jego towarzystwie, lecz on wydaje się ich nie zauważać. Na filmie telefon, z którego Pink dowiaduje się o romansie swojej żony następuje przed wydarzeniami opisywanymi w "Young Lust", a nie, jak na płycie, po nich. Utwór nabiera w tym kontekście zupełnie innej wymowy; ukazuje ekscesy bohatera bardziej jako reakcję na postępowanie partnerki niż jako objaw jego własnej stopniowej degeneracji. W konsekwencji film Parkera kładzie dużo większy nacisk na rolę czynników zewnętrznych w budowie murów niż teksty Rogera Watersa, przedstawiające problemy Pinka bardziej jako rezultat jego własnej konstrukcji psychicznej, na którą dopiero nakładają się krzywdy wyrządzane mu przez innych.

## Covery
- John Law przedstawił swoją wersję "Young Lust" na albumie nagranym w hołdzie dla Pink Floyd (A Fair Forgery of Pink Floyd, 2003)

## Wykonawcy
- David Gilmour - gitara prowadząca, gitara basowa, wokale
- Nick Mason - perkusja
- Roger Waters - chórki
- Rick Wright - organy, pianino elektryczne
- Chris Fitzmorris - męski głos w telefonie